# とめ
とめ（生没年不詳）は、文政年間（1818年 - 1830年）の和姫（第11代将軍・徳川家斉の二十女）付女中の下女。

## 略歴
相模小田原（現神奈川県小田原市）の餅屋・藤屋惣兵衛の娘であったが、異性関係で問題を起こし、大奥の御使番の下女をしていた姉の「ふく」を頼って大奥に入る。文政11年（1828年）、当時17歳（数え年）前後であったが、15歳と偽って和姫付の女中の下女となった。
しかし、小田原の町民の娘であることから、大奥の生活に馴染めなかった。このため、連日、郷里・小田原の父母のこと、さらには小田原にいる恋仲の男のことを思い続けていたという。
そして、大奥が火事になれば小田原に帰ることができると考え、とめは同12年（1829年）3月28日の夕方に長局の乗物部屋に放火した。出火直後、御火の番が煙に気づき、幸いにもすぐに駆けつける。そして、火を小火の段階で消し止めることに成功した。鎮火後、とめが放火したことが判明したが、この後、とめがどのような処分を受けたのかは伝えられていない。